# آنا كارولاينا أوجارت
آنا كارولاينا أوجارت (بالإسبانية: Ana Carolina Ugarte)‏ هي متسابقة ملكة الجمال فنزويلية، ولدت في 7 مارس 1992 في ماتورين في فنزويلا.